# Clásico (canal de televisión)
Clásico, hasta 2008 Canal Clásico, fue un canal temático musical de Televisión Española centrado principalmente en la música clásica, flamenco y el jazz.
Emitía las 24 horas del día en un sistema de multidifusión que comenzaba a las nueve de la noche con conciertos de la Orquesta Sinfónica de Radiotelevisión Española, seguidos de una programación estructurada por géneros y días.

## Primera versión: el canal cultural (1994-1997)
Canal Clásico, segundo canal temático de TVE (tras Teledeporte), se lanza en 8 de enero de 1994 en analógico abierto por el satélite Hispasat por una de las dos frecuencias concedidas en 1992 a RTVE por el gobierno en dicho sistema de satélites.
TVE decide en aquel momento dedicar su canal temático a la cultura, inspirado del entonces reciente canal franco-alemán Arte, el canal español Canal Clásico propone al telespectador una variedad de programas de temática cultural como documentales, ópera, teatro, películas o telefilms de TVE históricos o basados en la literatura española (como por ejemplo El Quijote).
El canal emite diariamente durante toda esta primera etapa de las 16:00/17:00 hasta la madrugada en abierto vía satélite (aunque estuvo unos meses codificado por la efímera plataforma Cotelsat) y por algunas redes del cable histórico.
En la primavera de 1997, Canal Clásico se integra en la nueva sociedad estatal TVE Temática (polo de RTVE dedicado a la televisión temática) y se decide entonces transformarlo en un canal dedicado exclusivamente a la música clásica, tradicional y jazz. 

## Segunda versión: fórmulatodo música(1997-2008)
El 15 de septiembre de 1997, se lanza la nueva modalidad, Canal Clásico: Todo música, en digital, junto a 6 otros canales temáticos de TVE, en exclusiva por la plataforma Vía Digital y amplía sus horarios, emitiendo 18 horas al día. Por ello, Canal Clásico se convierte en ese momento en el canal temático de TVE donde la música constituye la parte fundamental de sus contenidos, al poner al alcance de los espectadores las obras maestras de los compositores clásicos más importantes, las lecciones magistrales impartidas por los grandes directores, las grandes voces de hoy y las de ayer de todos los géneros.
El canal emitía las 24 horas del día en el dial 85 de Digital+ y 122 de Movistar Imagenio en un sistema de multidifusión a partir del prime-time, que comenzaba a las 9 de la noche ofreciendo todos los días conciertos de la Orquesta de RTVE bajo la batuta de los más prestigiosos directores y una hora más tarde, una programación estructurada por géneros y días.
- Lunes: Cine musical y documentales
- Martes: Ballet y danza contemporánea
- Miércoles: Música de cámara, coral, lieder, solistas...
- Jueves: Grandes directores
- Viernes: Otras músicas (jazz, new age y música étnica)
- Sábados: Ópera y grandes conciertos
- Domingos: Flamenco

Este sistema de multidifusión permitía que estas franjas de prime-time, de tres horas de duración, se pudieran ver cada una, siete veces más, en distintos horarios y días.

## Etapa final: desaparición (2008-2010)
En 2008, durante la recta final de su existencia, el canal pasa a denominarse únicamente Clásico, como parte de la implantación de la nueva identidad corporativa de todo el grupo RTVE.
Poco después, como parte de la migración a la nueva televisión terrestre en abierto (que pasaría a ser únicamente digital, con más variedad de servicios), Clásico fue finalmente descartado para su inclusión en la nueva oferta de la TDT, planteándose su integración, junto con Docu, en el efímero Cultural·es. Este nuevo canal, nacido en abril de 2009 y destinado ser emitido en abierto, seguía un modelo similar al del Canal Clásico original, al no estar centrado solo en la música.
Sin embargo, con la decisión de RTVE de ahorrar costes, en junio de 2010 se decidió cerrar dicho canal, e integrar su función divulgativa con La 2, cuya programación adoptó un carácter aún más cultural. Clásico dejó de emitir junto con Cultural·es el 1 de septiembre de 2010.
En la actualidad en las plataformas de pago ha sido sustituida por la versión en español de Mezzo y Mezzo Live.